# Bath (villa)
Bath es una villa ubicada en el condado de Steuben en el estado estadounidense de Nueva York. En el año 2000 tenía una población de 5,641 habitantes y una densidad poblacional de 757 personas por km².

## Geografía
Bath se encuentra ubicada en las coordenadas 42°20′16″N 77°19′1″O / 42.33778, -77.31694.

## Demografía
Según la Oficina del Censo en 2000 los ingresos medios por hogar en la localidad eran de $28,897, y los ingresos medios por familia eran $39,114. Los hombres tenían unos ingresos medios de $31,685 frente a los $25,087 para las mujeres. La renta per cápita para la localidad era de $18,337. Alrededor del 15.5% de la población estaban por debajo del umbral de pobreza.